# Disfatta di Sisera
La Disfatta di Sisera è un dipinto realizzato con la tecnica dell'olio su tela (102×154 cm) di Luca Giordano, eseguito nel 1662 circa e conservato presso il museo del Prado di Madrid.

## Descrizione e stile
Questo dipinto fa parte di una coppia di bozzetti che l'artista eseguì in previsione della decorazione della chiesa di Santa Maria Donnaromita a Napoli. Lasciati incompiuti a causa della partenza per la Spagna nel 1692, essi furono poi terminati da due allievi dell'artista: Simonelli e Cenatempio.
L'iconografia dell'opera è tratta dal Vecchio Testamento (Libro dei Giudici 4:7-24) in cui si narra delle lotte fra gli israeliti e Sisera, o Sisara, giovane generale delle truppe di Canaan, e di come la profetessa Debora, accompagnata dal comandante Barac, grazie alla guida di Dio conduce alla vittoria il suo popolo mettendo in fuga il condottiero nemico. Successivamente Sisera viene ucciso nel sonno ad opera dell'eroina Giaele, che con un martello gli conficcherà un piolo nella testa.
Il dipinto riprende il momento in cui Sisera, preso dal panico, si appresta a balzare giù dal proprio carro per fuggire e abbandonare le proprie truppe presso il fiume Qishon (Libro dei Giudici 4:15-16). In cielo appaiono alcuni angeli armati, tutti spronanti gli Ebrei; quello più a sinistra regge un martello e un piolo, adombrando dunque l'immagine dell'imminente uccisione del giovane nemico di Israele.